# Мейсце (Малопольське воєводство)
Мейсце (пол. Miejsce) — село в Польщі, у гміні Спитковіце Вадовицького повіту Малопольського воєводства.
Населення — 677 осіб (2011).

## Історія
У 1975-1998 роках село належало до Бельського воєводства, підпорядковувалося районній адміністрації у Вадовицях.

## Демографія
Демографічна структура станом на 31 березня 2011 року:
|          | Загалом | Допрацездатний вік | Працездатний вік | Постпрацездатний вік |
| -------- | ------- | ------------------ | ---------------- | -------------------- |
| Чоловіки | 331     | 79                 | 218              | 34                   |
| Жінки    | 346     | 81                 | 199              | 66                   |
| Разом    | 677     | 160                | 417              | 100                  |